# 中国民主社会党
中国民主社会党（ちゅうごくみんしゅしゃかいとう、中國民主社會黨）は中華民国政府の台湾移転後長期にわたり存在した野党で、事実上中国国民党の衛星政党。略称は「民社党」。党名からは民主社会主義政党のように見えるが、そうではなかった。

## 概要
民社党は、梁啓超の「研究系」の流れを汲み、1932年に結党した「中国国家社会党」を前身としている。日中戦争中の抗日活動により国家社会党は1938年に国民政府より結党が承認され公式に活動し、また重慶国民政府の国民参政会に参加し、以後民主政団同盟(後の中国民主同盟)の重要な構成組織となった。戦後は国家社会党は中国民主同盟を離脱し、同じ梁啓超系の民主憲政党と合併、1946年8月15日に中国民主社会党が成立、張君勱を初代党主席に選出した。
民社党は中国青年党と共に中華民国憲法制定作業に参加し、国民党、民社党、青年党の3党を中華民国の合法的な政党と定めた。1949年、国共内戦の結果，民社党中央本部は国民政府に従い台湾に移転したが、党主席の張君勱は国民党の施政と中国での失敗の後も改革の決意が見られないことに失望し、長期にわたり国外脱出した。そのためかつての副総統候補徐傅霖を代理主席としたが、2派に分かれての内部抗争が続いた。1962年に張君勱により党内団結の呼びかけにより翌年形式的に党内の分裂は解消された。しかし民社党と青年党は、その後も変わらず与党国民党に対するチェック機能を果たさず、黄信介に「花瓶政党（かざりもの）」「便所の花瓶」と揶揄された。
戒厳令解除により政党結党が解禁され、国会の全面改選が行なわれると、民社党は4党（民社党、民主党、大同党、保民党）に分裂し、選挙の結果も4議席を全て喪失し、台湾政治における存在意義が急速に失われた。
2020年4月27日、手続きを怠った政党を内政部（内務省）が政党法に基づき解散。民社党も解散となった。